# حزب کمونیست فرانسه
حزب کمونیست فرانسه بزرگ‌ترین حزب کمونیستی فرانسه و از نظر تعداد اعضا یکی از بزرگ‌ترین احزاب سیاسی این کشور به‌شمار می‌آید و از اعضاء حزب چپ اروپا است. با آنکه محبوبیت انتخاباتی این حزب از دههٔ هشتاد بسیار افت کرد، اما همچنان از نظر تعداد اعضا دومین حزب بزرگ فرانسه باقی ماند.

## تاریخ

### تأسیس
حزب کمونیست فرانسه در سال ۱۹۲۰ و در اثر انشعابی درون حزب سوسیالیست فرانسه تأسیس شد. این انشعاب بر سر طرفداری از انقلاب بلشویکی در روسیه و اختلاف در جنگ جهانی اول به‌وجود آمد. دعواها در حزب از سال ۱۹۱۴ و شروع جنگ جهانی اول آغاز شده بود. در این هنگام بود که اکثریت حزب سوسیالیست فرانسه از حرکت کشورشان در جنگ پشتیبانی کردند و موضعی گرفتند که در آن سال‌ها لنین و هم‌نظرانش آن موضع را سوسیال شونیستی می‌خواندند. «سوسیالیسم در گفتار و شوونیسم در عمل» اصطلاحی بود که لنین به کار می‌برد.
در کنگرهٔ حزب سوسیالیست در شهر تور که در ۱۹۲۰ برگزار شد فراکسیون چپ (که سه چهارم آرا را در اختیار داشت) از حزب سوسیالیست منشعب شد و حزب کمونیست فرانسه را بنیان گذاشت و نشریه وقت حزب، اومانیته، را هم با خود برد. حزب کمونیست بلافاصله به انترناسیونال کمونیستی (کمینترن) پیوست. این حزب در آن زمان بخش فرانسوی انترناسیونال کمونیستی خوانده می‌شد. این حزب تازه تأسیس با بیش از ۱۲۰ هزار عضو سه بار بزرگ‌تر از حزب سوسیالیست بود.

### دههٔ ۱۹۲۰
حزب کمونیست فرانسه در ابتدا رقیبی بسیار جدی برای حزب سوسیالیست به‌شمار می‌آمد و به نظر می‌آمد بر سر رهبری جنبش سوسیالیستی فرانسه با آن حزب رقابت کند. اما تنها پس از گذشت چند سال از نفوذ و محبوبیت آن کاسته شد و به حزبی کوچک بدل شد. در اواخر دههٔ ۱۹۲۰ سیاست‌های اتحاد شوروی تحت رهبری ژوزف استالین بر این حزب نیز حاکم شد و آن‌ها حزب سوسیالیست فرانسه را به عنوان سوسیال فاشیست محکوم کردند و از هرگونه همکاری با آن خودداری می‌کردند. در ضمن دورهٔ استالینیسم در این حزب نیز مانند سایر احزاب کمینترن اتفاق افتاد و رهبری هوادار استالین در سال ۱۹۳۰ به رهبری موریس تورز سرکار آمد و تمام اختلافات درونی را سرکوب و ممنوع کرد. به قدرت رسیدن آدولف هیتلر و ضرباتی که حزب کمونیست آلمان متحمل شد باعث شد که این سیاست در اوایل دههٔ ۳۰ تغییر کند.

### جبههٔ مردمی
در دههٔ ۳۰ نفوذ و محبوبیت و تعداد اعضای حزب کمونیست فرانسه چند برابر شد. عامل این موفقیت تا حدود زیادی استراتژی «جبههٔ مردمی» کمینترن در آن دوره بود که اجازه می‌داد این حزب به همراه حزب سوسیالیست فرانسه و حزب رادیکال فرانسه علیه فاشیسم متحد شود. «جبههٔ مردمی» در انتخابات ۱۹۳۶ برنده شد و لئون بلوم دولت سوسیالیست-رادیکالی تشکیل داد. حزب کمونیست فرانسه در این حکومت شرکت نکرد اما از آن پشتیبانی کرد. دولت جبههٔ مردمی اندکی بعد به دلیل مشکلات داخلی (به‌خصوص مشکلات مالی همچون تورم) و اختلاف در مسائل سیاست خارجی (برای مثال حزب رادیکال موافق مداخله در جنگ داخلی اسپانیا نبود، در حالی که سوسیالیست‌ها و کمونیست‌ها خود از مداخله‌گران بودند) فرو پاشید.
پس از امضای قرارداد مولوتوف-ریبن‌تروپ (بین شوروی و آلمان نازی) و آغاز جنگ جهانی دوم در ۱۹۳۹ حزب کمونیست فرانسه ممنوع اعلام شد. این حزب در اوایل جنگ موضع «ضد جنگی» داشت. تورز، رهبر وقت حزب، از ارتش فرانسه فرار کرد و به اتحاد شوروی گریخت. وقتی آلمان‌ها فرانسه را اشغال کردند حزب کمونیست موضع «بی‌طرفانه» ای گرفت و حتی اجباراً اندکی با اشغال‌گران نازی هم‌کاری کرد.

### دورهٔ جنگ جهانی دوم
با حملهٔ آلمان به شوروی در ۱۹۴۱ سیاست حزب کمونیست دستخوش تغییر شد. حزب کمونیست فرانسه در جنبش مقاومت فعالیت کرد و به عنوان نیرویی ضد فاشیست خود را مطرح کرد. سال ۱۹۴۴ را می‌توان سال اوج نفوذ و قدرت حزب کمونیست دانست. در این سال این حزب مناطق بزرگی از فرانسه را از طریق واحدهای مقاومت زیر فرمان خود داشت. جناح‌هایی درون این حزب بودند که پس از بیرون رفتن آلمان‌ها می‌خواستند انقلابی در فرانسه به پا کنند اما رهبری این حزب، که طبق دستور استالین عمل می‌کرد، با این تصمیم مخالفت کرد و با مشارکت متفقین از سیاست تشکیل یک دولت جبههٔ مردمی دیگر پشتیبانی کرد. در زمان جنگ بسیاری از افراد مشهور همچون پابلو پیکاسو به حزب کمونیست پیوستند. (پیکاسو در ۱۹۴۴ به این حزب پیوست)
پس از آزادسازی فرانسه در ۱۹۴۴ حزب کمونیست به همراه دیگر نیروهای مقاومت وارد حکومت شارل دوگل شد اما از حکومت پل رامادیه در ۱۹۴۷ بیرون رانده شد. در این سال و با آغاز جنگ سرد حزب کمونیست فرانسه موضع مبارزه‌جویانه‌تری گرفت و از همکاری با حزب سوسیالیست خودداری کرد و نتیجتاً دست راستی‌ها در قدرت باقی ماندند. در جمهوری چهارم و با سقوط نفوذ حزب سوسیالیست و حزب رادیکال، حزب کمونیست فرانسه به محبوب‌ترین حزب آن کشور بدل شد اما حاضر به شرکت در حکومت نبود.
انتخابات فرانسه در روز یکشنبه ۲ ژوئن ۱۹۴۵ نتایج زیر را دربرداشت:
- حزب کاتولیک‌های جمهوریخواه ۱۶۶ کرسی
- حزب کمونیست ۱۵۰ کرسی
- حزب سوسیالیست ۱۲۵ کرسی
- اجتماعی ملی جمهوری و حزب رادیکال ۴۰ کرسی
- احزاب معتدل و حزب جمهوریخواه آزاد ۳۶ کرسی
- متفرقه ۱۷ کرسی

### دههٔ پنجاه
در دههٔ ۱۹۵۰ اکثر مستعمرات خارجی فرانسه، مانند ویتنام و الجزایر، علیه استعمار فرانسه قیام کردند. در هر دوی مثال‌های بالا علی‌رغم شرکت فعال کمونیست‌های ویتنام و الجزایر در مبارزه آزادی‌بخشی در کشورشان، حزب کمونیست فرانسه از امپریالیسم فرانسوی حمایت کرد. گرچه این موضع باعث باعث محبوبیت این حزب در بعضی مناطق شهرنشین فرانسه شد اما از اعتبار این حزب در چپ رادیکال جهان کاست.

### دههٔ شصت و هفتاد
تورز در ۱۹۶۴ درگذشت و والدک روشه به جای او به رهبری حزب رسید. در مه ۱۹۶۸ شورش‌ها و اعتصابات عظیمی در فرانسه درگرفت. گرچه حزب کمونیست با اعتصاب عمومی موافق بود اما با جنبش انقلابی دانشجویان که عموماً توسط تروتسکیست‌ها، مائوئیست‌ها و آنارشیست‌ها رهبری می‌شد مخالف بود. حزب کمونیست از اشغال چکسلواکی توسط شوروی در اوت ۱۹۶۸ طرفداری کرد و بیش از پیش از اعتبار خود نزد بسیاری چپ‌ها کاست. اما با تمام این احوال، جو دست چپی آن روزگار برای این حزب بی‌فایده نبود و به‌خصوص به علت فروپاشی حزب سوسیالیست، حزب کمونیست از محبوبیت خاصی برخوردار بود. به علت وضع بد جسمانی والدک روشه، ژاک دوکلو به جای او به عنوان نامزد این حزب در انتخابات ریاست جمهوری ۱۹۶۹ شرکت کرد و با کسب ۲۱ درصد آرا کاملاً موفق‌تر از حزب سوسیالیست ظاهر شد.
در ۱۹۷۲ ژرژ مارشه، به جای والدک روشه سر کار آمد. مارشه به معتدل‌سازی سیاست‌های خارجی و درونی حزب پرداخت اما همچنان اعضای مخالف، به‌خصوص روشن‌فکران حزب، همچنان اخراج می‌شدند. حزب کمونیست در این دوره با حزب سوسیالیست تحت رهبری جدید میتران متحد شد اما این اتحاد حتی تا انتخابات ۱۹۷۴ نیز پایدار نماند و نتیجتاً همچنان دست‌راستی‌ها در قدرت ماندند. حزب کمونیست فرانسه در این دوره همواره به مسکو وفادار ماند و با موج اروکمونیسم که در حزب کمونیست ایتالیا راه افتاده بود همراه نشد. در انتخابات ۱۹۸۱ این حزب مجدداً با حزب سوسیالیست متحد شد و نتیجتاً میتران به ریاست جمهوری انتخاب شد و اکثریت مجلس ملی را دست چپی‌ها تسخیر کردند.

### سقوط
حزب کمونیست فرانسه مقاماتی در دولت میتران به عهده گرفت و برای اولین بار از ۱۹۴۷ در دولت شرکت کرد اما در نتیجه این حزب اسیر برنامه اصلاحات میتران شد و نفوذ انتخاباتی آن نیز به حزب سوسیالیست رسید. این جبههٔ ملی تازه با شعارهایی مردم‌پسند بسیاری از رای‌دهندگان سابق حزب کمونیست را به سوی خود جلب کرد. در دههٔ ۱۹۸۰ محبوبیت حزب کمونیست در انتخابات شدیداً افت کرد.
فروپاشی اتحاد شوروی در ۱۹۹۱ به بحرانی درون حزب کمونیست فرانسه انجامید اما برخلاف سایر احزاب کمونیست اروپا این حزب نه خود را منحل کرد و نه اسم عوض کرد. در ۱۹۹۴ مارشه بازنشسته شد و روبر اوی سرکار آمد. روبر اوی سیاست «لا موتاسیون» (جهش) را در حزب در پیش گرفت. این سیاست شامل سازمان‌دهی دوباره ساختار حزب و دوری از اصول لنینیستی بود و قرار بود حزب را از انزوا درآورد و چپ‌گراهای مختلفی را به حزب جذب کند اما عملاً به بحران بیشتر درون حزب انجامید. با سرکار آمدن لیونل ژوسپن این حزب مجدداً از ‎ ۱۹۹۷–۲۰۰۲ بعضی مقامات دولتی را به عهده گرفت. حزب در این دوره نیز با اختلافات داخلی بسیاری مواجه بود و بسیاری از جناح‌های درونی آن با «لا موتاسیون» و سیاست هم‌کاری با حزب سوسیالیست مخالف بودند.
روبر اوی در انتخابات ریاست جمهوری ۲۰۰۲ تنها ۳٫۴ درصد آرا را به دست آورد و در انتخابات مجلس ملی ۲۰۰۲ حزب کمونیست با ۴٫۸ درصد آرا، ۲۱ کرسی به دست آورد. (از مجموع ۵۶۷ کرسی)
نتیجتاً اوی مجبور به استعفا شد و در ۲۰۰۲ ماری ژرژ بافه به رهبری حزب رسید. در دورهٔ بافه حزب سیاست‌های جدیدی گرفت و از لا موتاسیون فاصله گرفت. پیروزی رای «نه» در رفراندوم سال ۲۰۰۵ در مورد قانون اساسی اروپا بر موفقیت حزب افزود زیرا این حزب در مبارزه برای رفراندوم مجدداً زنده شده بود و واحدهای حزبی با تبلیغ رای «نه» فعالیت کرده بودند.

### نشریات
دیدگاه‌های حزب کمونیست فرانسه به‌طور سنتی در نشریهٔ اومانیته (انسانیت) منتشر می‌شد. این نشریه امروز مستقل ولی به حزب نزدیک است.